# Топлица (Румъния)
Вижте пояснителната страница за други значения на Топлица.
Топлица (на румънски: Toplița; на унгарски: Maroshévíz, Марошхевиз) е град в окръг Харгита, централна Румъния. Населението му е 13 929 души (2011 г.). 23,4% от населението са етнически унгарци.
Разположен е на 764 m в долината на река Муреш в Източните Карпати, на 73 km североизточно от Търгу Муреш и на 79 km западно от Пятра Нямц. Разположено в областта Трансилвания, селището е основано през 1567 година в земи на фамилията Банфи. Присъединено е към Румъния през 1920 година.